# Peter Reinhart
Peter Reinhart es un panadero estadounidense, y divulgador sobre el arte de hacer pan. Sus libros más notables son Bread Revolution (2014) y El aprendiz de panadero Cuatro de sus libros han sido nominados a los premios James Beard, y tres de ellos han sido ganadores, incluido el «Libro del año» en 2002 por The Bread Baker's Apprentice.
Reinhart es uno de los más reconocidos panaderos en Estados Unidos. Abrió el Brother Juniper's Bakery en Santa Rosa, California, hoy clausurado. Actualmente, ejerce como profesor de chef en la Universidad Johnson & Wales.

## Educación
Reinhart se graduó del Programa de Escritura Creativa de MFA en la Universidad Queens de Charlotte. Es licenciado en Comunicaciones, Literatura y Psicología por la Charter Oak State College (CT), y pasó varios años como seminarista y miembro de la Hermandad de Cristo el Salvador, de la rama cristiana ortodoxa.

## Carrera profesional
Desde 2003, es chef en asignación de la Universidad Johnson & Wales en Charlotte, Carolina del Norte, y previamente también dio clases en el campus de Providence, Rhode Island. Durante los cinco años anteriores a la docencia en Johnson & Wales, Reinhart fue instructor de tiempo completo en la Academia Culinaria de California en San Francisco.
Peter también ha sido consultor de muchas empresas, incluidas Amy's Kitchen, Kraft, Pepperidge Farm, Rich's, Frito Lay y muchas otras, incluido el desarrollo de pizzas congeladas, bagels y productos sin gluten. En 2007, en su libro, Peter Reinhart's Whole Grain Breads, Reinhart innovó una técnica que empleaba un remojo y un prefermento, que a su manera revolucionó los métodos tradicionales que antes requerían 20 minutos completos de amasado manual para obtener el sabor y textura adecuados de la harina de trigo integral. Reinhart explico su experiencia en una charla TED Talk en julio de 2015. También forma parte del Consejo de Chefs del Center for Culinary Development, un grupo de expertos culinarios ubicado en San Francisco, así como desarrollador de productos de consultoría para The California Culinary Development Group.
Reinhart ha impartido seminarios educativos sobre repostería en varios lugares, entre ellos Draeger's Cooking School en Menlo Park, The Culinary Institute of America, Southern Season Cooking School, The Kneading Conference, The Asheville Bread Festival y The Institute of Culinary Education. También se dirige a grupos culinarios, empresariales, religiosos y cívicos sobre el arte del pan como un medio para la transformación personal y el autodescubrimiento.
En 2009, se unió a Pie Town, una pizzería artesanal en Charlotte, donde ejerció como consultor creativo e introdujo una corteza 100% integral junto con una serie de ingredientes y productos innovadores. Más tarde desempeñó un papel similar para Pure Pizza, también en Charlotte, una nueva pizzería farm-to-table ('de la granja a la mesa').

### Pizza Quest
En 2002, Reinhart inició una ruta por Estados Unidos e Italia buscando la pizza perfecta (Pizza Quest). Publicaría su experiencia en el libro, American Pie: My Search for the Perfect Pizza. Descubrió que «hay una gran diferencia entre lo bueno (alrededor del 99% de las pizzas) y lo muy bueno (1%)», y mucho de eso se debe a la corteza. Desde 2010 dirige pizzaquest.com, un blog en el que comparte videos y recetas sobre su búsqueda interminable de la pizza más rica.

## Libros
Reinhart ha escrito diez libros y muchos de sus libros también se han traducido a otros idiomas. En 2002, The Bread Bakers Apprentice ganó el premio James Beard y el premio Libro de cocina del año de la IACP, así como el International Gourmand Award al mejor libro de repostería del mundo.

### La alegría de hornear sin gluten y sin azúcar
En 2012, Reinhart colaboró con Denene Wallace, una panadera que se especializa en repostería alta en proteínas, baja en carbohidratos y sin gluten para escribir The Joy of Gluten-Free, Sugar-Free Baking: 80 Low-Carb Recipes That Offer Solutions for Celiac Disease, Diabetes and Weight Loss. El libro incluye recetas de panes sin gluten, sin azúcar, pizza, focaccia, crackers, grisines, bretzels, panes de desayuno, galletas, brownies, pasteles y tartas. Reinhart se interesó por primera vez en la panadería sin gluten debido a un amigo que padece celiaquía. Cuando a Wallace se le ocurrió la idea de usar harinas de nueces y semillas en lugar de la trilogía estándar de tapioca-papa-harina de arroz que una vez dominó el horneado sin gluten, Reinhart se interesó.
El libro fue revisado positivamente. Los Angeles Weekly escribió: "Tenga en cuenta que este no es simplemente un libro sin gluten, sino, como explica el subtítulo, también para quienes siguen una dieta sin azúcar o con restricción de calorías".

### Bread Revolution
En el libro Bread Revolution, publicado en 2014, Reinhart introduce un tipo de harina a base de trigo integral pero dejado germinar (llamado sprouted wheat en inglés). Se enteró por primera vez en 2009 cuando un molinero de harina local lo llamó para informarle y rápidamente le envió 25 libras de harina para que la probara. Reinhart hizo varios panes con la harina y le gustó el sabor. El libro presenta 50 recetas que utilizan harina germinada, harinas antiguas como el amaranto y la quinua, nuevas harinas alternativas elaboradas con pieles y semillas de uva, panes sin gluten y algunos panes rápidos. El libro también promueve el método de estiramiento y plegado de Reinhart para hacer pan, presentado por primera vez en un libro anterior, Artisan Breads Everyday.
El libro recibió críticas positivas. Mientras escribía sobre el proceso de Reinhart para hacer masa, el Miami Herald escribió que «si odias amasar, este es el proceso para ti» y Buffalo News escribió que «... el gurú de la repostería Peter Reinhart ha estado jugando en su cocina de pan, martillando las recetas más a prueba de balas hasta ahora para las personas que quieren más de su pan». Los Angeles Times incluyó el libro en sus «6 de los mejores libros del año 2014» y escribió que «se mueve entre la instrucción básica y la técnica avanzada mientras mantiene la narrativa y el tono realista de Reinhart».

## Premios y honores
- 1995 - Ganador del Concurso Nacional de Pan de la Fundación James Beard - Wild Yeast Country Bread
- 1999 - Premio James Beard - Corteza y Migaja
- 2002 - Premio al Libro de Cocina del Año de James Beard - El aprendiz de panadero
- 2002 - Premio al Libro de Cocina del Año de la IACP - El aprendiz de panadero
- 2002 - Premio Gourmand internacional al mejor libro de repostería del mundo - The Bread Baker's Apprentice
- 2008 - Premio James Beard - Panes integrales